# Jan Matthijs
Jan Matthijs (né vers 1500 à Haarlem † 5 avril 1534 à Münster) est un boulanger et prédicateur évangélique anabaptiste  néerlandais. Son charisme aussi bien que ses visions sur l'imminence de la parousie lui permettent d’entraîner à sa suite la population de Münster. Mais les troubles qu'il a soulevés  font bientôt de lui la cible des princes-archevêques rhénans : convaincu de son invincibilité, il marche au-devant des forces ennemies et est mis en pièces. Son ministère est aussitôt repris par l'un de ses apôtres, Jean de Leyde.

## Biographie
Jan Matthijs est né vers 1500 à Haarlem aux Pays-Bas et exerce le métier de boulanger . Converti à l'anabaptisme, il se distingua bientôt par son extrémisme.

### Ministère
Melchior Hoffman, un charismatique prêcheur anabaptiste, se fait du jeune artisan un ardent partisan, capable par exemple de provoquer des émeutes dans les messes et processions catholiques. En 1528, Matthijs est condamné à avoir la langue transpercée pour une prétendue offense au Corpus Christi. Mais lorsqu'en novembre 1533, il voit que les prophéties de Hofmann ne se réalisent pas, il le déclare apostat. Matthijs quitte la ville, prêchant et baptisant de Brielle à Rotterdam. À Amsterdam, il prend la direction spirituelle de ceux qui se dénomment eux-mêmes Melchiorites en référence à la doctrine spirituelle de Melchior Hoffmann, et n'a de cesse que d'appeler à la fondation d'une théocratie dans ce port de mer. Il répudie sa femme, et se met en ménage avec une jeune fille qu'il dérobe à ses parents, et qu'il présente comme sa « sœur spirituelle » : c'est l'amorce de la polygynie que Matthijs devait par la suite instituer en loi à Münster. Matthijs s'éloigne peu à peu du pacifisme et de la théologie de la non-violence de Melchior Hoffmann et en vient à se convaincre qu'il est permis de résister à l’oppression. Les prêcheurs qu'il a formés (et qu'il appelle « apôtres ») : David Joris, Jean de Leyde, etc. rencontrent un succès particulier à Münster.

### Le théocrate de Münster

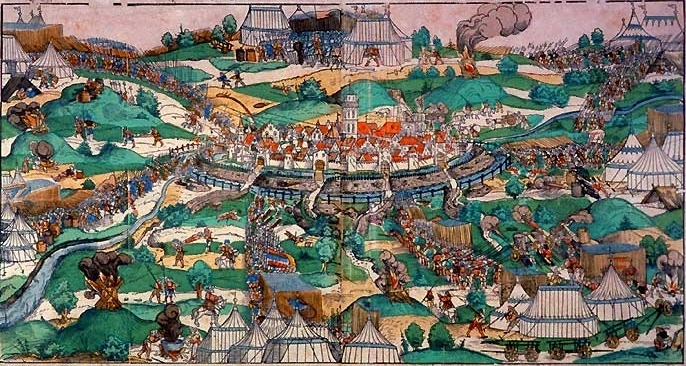
Le siège de Münster : premier assaut mené par l'archevêque déchu Franz von Waldeck à la Pentecôte 1534, par Erhard Schön.

En janvier 1534 Matthijs envoie un certain Jean de Leyde, « apôtre » qu'il a lui-même baptisé en novembre 1533, vers l'opulente cité de Münster. Le 2 mars 1534 (mais selon certaines sources dès la mi-février même), il lui emboîte le pas et proclame Münster « Jérusalem céleste ». Bien que le nouveau conseil des échevins soit favorable aux idées des anabaptistes, l'arrivée de Matthijs déchaîne le jour même une controverse des Images en ville. Toutes les églises et monastères sont dévastés afin d’expurger les traces du passé mensonger. Le prédicateur annonce son « Programme apocalyptique » : 
1. Il faut anéantir les incroyants en vue de la parousie,
2. Le Christ instituera une théocratie terrestre,
3. Les « émissaires apostoliques » sont invincibles et doivent annoncer l'imminence du Royaume.

Le 24 février 1534, Matthijs enjoint aux habitants de Münster de venir se faire baptiser ; celui qui entend s'y refuser devait quitter la ville avant minuit. On ordonne de brûler tous les livres à l'exception des bibles. Matthijs déclare la communauté des biens et la polygynie (une forme de polygamie).
Entre-temps, l’évêque de Münster Franz von Waldeck fait arrêter Bernd Rothmann le 23 janvier 1534 et entreprend d'assiéger la ville dont il a été chassé.
Au contraire de son ancien pasteur Hoffmann, qui s'en remet aux prophéties des jeunes de la communauté et à l'Écriture Sainte, Matthijs prétend bénéficier d'un commerce direct avec Dieu, par des visions et des apparitions. Matthijs est un orateur suffisamment charismatique pour imposer ses vues à la population, jouant tantôt de la menace et du pardon. Il oscille entre l'extase et la mélancolie : le jour de Pâques, le 5 avril 1534, dans un prêche sur la place du Marché, il se présente comme le Nouveau Gédéon, faisant écho par allusion à l’Ancien Testament, à une déclaration qu’il a faite précédemment à Amsterdam : à savoir, qu'il est le nouvel Hénoch, le second témoin de l’Apocalypse. Après une ultime vision du jugement dernier, Matthijs monte à cheval, accompagné de quelques fidèles, et sort sans armes de la ville pour réclamer la reddition des assiégeants. Il est immédiatement jeté à bas et mis en pièces par des lansquenets qui ont tôt fait de se disputer sa dépouille. Lorsqu'enfin il se retirent, des anabaptistes viennent religieusement récupérer avec un panier les restes démembrés de leur prophète, mais ils ne peuvent empêcher que sa tête, plantée au bout d'une pique, demeure exposée comme un avertissement face aux portes.
La ville de Münster ne se rend que le 25 juin 1535. Lors du dernier assaut, tous les anabaptistes qu'on peut saisir sont passés par le fil de l'épée, et le carnage ne s'interrompt qu'au bout de deux jours.
Quant aux prêcheurs hétérodoxes Jean de Leyde, Bernd Krechting et Bernd Knipperdolling, ils sont torturés et mis à mort en public le 22 janvier 1536.